# Верижна дроб
Верижна дроб или продължаваща дроб в математиката в общия случай означава израз от вида
{\displaystyle x=a_{0}+{\cfrac {b_{0}}{a_{1}+{\cfrac {b_{1}}{a_{2}+{\cfrac {b_{2}}{a_{3}+{\cfrac {b_{3}}{\ddots \,}}}}}}}},} или в обикновения случай при {\displaystyle b_{i}=1} {\displaystyle x=a_{0}+{\cfrac {1}{a_{1}+{\cfrac {1}{a_{2}+{\cfrac {1}{a_{3}+{\cfrac {1}{\ddots \,}}}}}}}},}
където {\displaystyle a_{0}} е цяло число {\displaystyle a_{0}\in \mathbb {Z} }, а останалите {\displaystyle a_{i}} и {\displaystyle b_{i}} са положителни цели числа {\displaystyle a_{i},b_{i}\in \mathbb {N} } за {\displaystyle i\in \mathbb {N} }. Числата {\displaystyle a_{0},a_{1},a_{2},a_{3},\cdots } и {\displaystyle b_{0},b_{1},b_{2},b_{3},\cdots } се наричат елементи на верижната дроб. Дробите {\displaystyle {\tfrac {b_{i}}{a_{i}}}} и {\displaystyle {\tfrac {1}{a_{i}}}} се наричат частични дроби, {\displaystyle b_{i}} се нарича {\displaystyle i}-ти частичен числител и {\displaystyle a_{i}} се нарича {\displaystyle i}-ти частичен знаменател. Частичните числители и частичните знаменатели също се наричат елементи на продължаващата дроб (след Оскар Перон, 1975).
Всяко реално число може да бъде представено във вид на верижна дроб (крайна или безкрайна). Числото представлява крайна верижна дроб тогава и само тогава, когато то е рационално. Безкрайната верижна дроб се нарича още непрекъсната дроб. 
Главната (но не единствена) полза от верижните дроби се състои в това, че те позволяват да се намерят добри приближения на реални числа във вид на обикновени дроби. Верижните дроби се използват широко в теорията на числата и изчислителната математика. Използват се също така във физиката, небесната механика, техниката и други сфери.
нотация

## Обозначаване

### Нотации
Използват се различни нотации за обозначаване на верижни дроби.
Съкратеното обозначаване на обща верижна дроб е
{\displaystyle a_{0}+{\frac {b_{1}|}{|a_{1}}}+{\frac {b_{2}|}{|a_{2}}}+{\frac {b_{3}|}{|a_{3}}}+\cdots }
Въз основа на символите за сума {\displaystyle \sum } и произведение {\displaystyle \textstyle \prod }, Гаус също въвежда следната нотация за това:
{\displaystyle a_{0}+{\underset {i=1}{\overset {\infty }{\mathbf {K} }}}{\frac {b_{i}}{a_{i}}}\,.}
Правилната верижна дроб често се записва по следния начин: 
{\displaystyle [a_{0};a_{1},a_{2},\dotsc ],}
тук само {\displaystyle a_{0}} е посочен отделно, защото е от {\displaystyle \mathbb {Z} }, но следващите {\displaystyle a_{i}} са винаги само от {\displaystyle \mathbb {N} }.
Обозначаването на крайни непрекъснати дроби е съответно
{\displaystyle a_{0}+{\frac {b_{1}|}{|a_{1}}}+{\frac {b_{2}|}{|a_{2}}}+\cdots +{\frac {b_{n}|}{|a_{n}}}\,,\quad a_{0}+{\underset {i=1}{\overset {n}{\mathbf {K} }}}{\frac {b_{i}}{a_{i}}}\,,\quad [a_{0};a_{1},\dotsc ,a_{n}]\,.}

### Представяне като композиция от образи
Продължаващата дроб може също да се представи като композиция от образи {\displaystyle T_{i}\colon \mathbb {R} \to \mathbb {R} }. Това дава по-формално определение от даденото по-рано.
За да се направи това, задава се {\displaystyle T_{i}(x)={\tfrac {b_{i}}{a_{i}+x}}} и се взема
{\displaystyle a_{0}+{\underset {i=1}{\overset {n}{\mathbf {K} }}}{\frac {b_{i}}{a_{i}}}:=a_{0}+T_{1}\circ T_{2}\circ \cdots \circ T_{n-1}\circ T_{n}(0).}
Дефиницията на безкрайни последователни дроби се прави чрез разглеждане на граничните стойности в раздела Безкрайни последователни дроби.

## Образуване
Верижната дроб се образува чрез итеративен процес на представяне на число като сбор от неговата цяла част и реципрочна стойност на друго число, след което записването на това друго число като сума от неговата цяла част и друга реципрочна стойност, и така нататък. В крайна верижна дроб (или прекратена продължителна дроб) итерацията/рекурсията се прекратява след ограничен брой стъпки чрез използване на цяло число вместо друга верижна дроб. При безкрайната верижна дроб този процес продължава и тя е безкраен израз. И в двата случая всички цели числа в редицата, различни от първото, трябва да са положителни.
Всяко реално число {\displaystyle x} може да бъде представено чрез (крайна или безкрайна, периодична или непериодична) верижна дроб {\displaystyle [a_{0};a_{1},a_{2},a_{3},\ldots ]}, където
{\displaystyle a_{0}=\lfloor x\rfloor ,\quad x_{0}=x-a_{0},}
{\displaystyle a_{1}=\left\lfloor {\frac {1}{x_{0}}}\right\rfloor ,\quad x_{1}={\frac {1}{x_{0}}}-a_{1},}
{\displaystyle \dots }
{\displaystyle a_{n}=\left\lfloor {\frac {1}{x_{n-1}}}\right\rfloor ,\quad x_{n}={\frac {1}{x_{n-1}}}-a_{n},}
{\displaystyle \dots }
долните скобки {\displaystyle \lfloor x\rfloor } обозначават цялата част на числото {\displaystyle x}.
За рационално число {\displaystyle x} това разширение завършва, когато {\displaystyle x_{n}} достигне нула за някои {\displaystyle n}. В този случай {\displaystyle x} е представено от крайна продължителна дроб {\displaystyle x=[a_{0};a_{1},\ldots ,a_{n}]}. Един ефективен алгоритъм за преобразуване на обикновена дроб в непрекъсната дроб е алгоритъмът на Евклид. Представянето на рационално число като непрекъсната дроб е двусмислено: ако алгоритъмът, даден тук, дава непрекъснатата дроб {\displaystyle [\dots ,a_{n}]}, тогава верижната дроб {\displaystyle [\dots ,a_{n}-1,1]} съответства на същото число.
Като пример се разглежда рационалното число 415/93, което е около 4,4624. Като първо приближение се започва с 4, което е цяло число; 415/93 = 4 + 43/93. Дробната част е реципрочната на 93/43, което е около 2,1628. Използва се цялата част 2 като приближение за реципрочната стойност, за да се получи второ приближение на 4 + 1/2 = 4,5. Сега 93/43 = 2 + 7/43; останалата дробна част 7/43 е реципрочната стойност на 43/7, а 43/7 е около 6,1429. Използва се 6 като приближение за да се получи 2 + 1/6 като приближение за 93/43 и 4 + 12 + 16, около 4,4615, като трето приближение. Освен това, 43/7 = 6 + 1/7. И накрая, дробната част, 1/7, е реципрочната на 7, така че нейното приближение в тази схема 7 е точно (7/1 = 7 + 0/1) и дава точния израз 4 + 12 + 16 + 17 за 415/93.

## Подходящи дроби
{\displaystyle n}-та подходяща дроб за верижната дроб {\displaystyle x=[a_{0};a_{1},a_{2},a_{3},\ldots ]} се нарича крайна продължителна дроб {\displaystyle [a_{0};a_{1},\ldots ,a_{n}]}, чиято стойност е някакво рационално число {\displaystyle p_{n}/q_{n}}. Подходящите дроби с четни номера образуват нарастваща последователност, чиято граница е {\displaystyle x}. По същия начин подходящите дроби с нечетни номера образуват намаляваща последователност, чиято граница също е {\displaystyle x}. По този начин стойността на верижната дроб винаги е между стойностите на съседни подходящи дроби.
Ойлер е извел следните рекурентни формули за изчисляване на числителите и знаменателите на подходящи дроби:
{\displaystyle p_{-1}=1,\quad p_{0}=a_{0},\quad p_{n}=a_{n}p_{n-1}+p_{n-2};}
{\displaystyle q_{-1}=0,\quad q_{0}=1,\quad q_{n}=a_{n}q_{n-1}+q_{n-2}.}
По този начин величините {\displaystyle p_{n}} и {\displaystyle q_{n}} са многочлени от {\displaystyle a_{0},a_{1},\dots ,a_{n}}, наречени континуанти:
{\displaystyle p_{n}=K_{n+1}(a_{0},a_{1},\dots ,a_{n}),}
{\displaystyle q_{n}=K_{n}(a_{1},a_{2},\dots ,a_{n}).}
Последователностите както на числителите {\displaystyle \{p_{n}\}}, така и на знаменателите {\displaystyle \{q_{n}\}} на подходящи дроби са строго нарастващи.
Числителите и знаменателите на съседни подходящи дроби са свързани с отношението

| {\displaystyle p_{n}q_{n-1}-q_{n}p_{n-1}=(-1)^{n-1}.} | \| \| \| \| \| \| \| \| | (1) |
|                                                       |                         |     |
|                                                       |                         |     |
От тук се вижда, че подходящите дроби винаги са несъкратими. Разделя се равенство (1) на {\displaystyle q_{n-1}q_{n}} и то добива вида
{\displaystyle {\frac {p_{n}}{q_{n}}}-{\frac {p_{n-1}}{q_{n-1}}}={\frac {(-1)^{n-1}}{q_{n-1}q_{n}}}.}
От това следва, че 
{\displaystyle \left|x-{\frac {p_{n-1}}{q_{n-1}}}\right|<{\frac {1}{q_{n-1}q_{n}}}<{\frac {1}{q_{n-1}^{2}}}.}
Изображението показва как подходящи дроби за златното сечение се доближават до него с увеличаване на номера на дробта. Дробите с нечетни номера се доближават до златното сечение отгоре, дробите с четни номера се доближават до него отдолу.